# Streblocera xianensis
Streblocera xianensis är en stekelart som beskrevs av Wang 1983. Streblocera xianensis ingår i släktet Streblocera och familjen bracksteklar. Inga underarter finns listade i Catalogue of Life.